# Niels Bygum Christian Krarup
Niels Bygum Christian Krarup, född 12 januari 1802 i Åle prästgård vid Horsens, död 26 februari 1865 i Köpenhamn, var en dansk lantekonom. Han var bror till Ove Thomas Nicolai Krarup.
Krarup studerade först teologi, men övergav denna för lantbruket, förpaktade 1835 Frijsendal under Frijsenborg, där han 1837 inrättade den första lantbruksskolan i Danmark, som främst var avsedd för unga lantmän utanför bondeståndet, och som gav en både praktisk och teoretisk utbildning på 2–3 år. Krarup ledde skolan till 1855, då den flyttades till Skårupgård och övertogs av Janus Balthazar Krarup. 
Åren 1834–1837 var Krarup medredaktör för Ugeblad for den danske Bonde, och han utgav 1844–1846 de två första årgångarna av Landøkonomisk Maanedsskrift. På olika utlandsresor gjorde han sig bekant med lantekonomiska framsteg, för vilka han verkade och skrev i Danmark, men främst inlade han sig förtjänst av de allmänna danska lantmannamötenas organisation. Han var framför någon annan fader till dessa; det var på hans uppmaning, som Randers amts hushållningssällskap inbjöd till det första lantmannamötet i Randers 1845, vars president han var, liksom han var vicepresident för det tredje lantmannamötet i Århus 1847.